# Spanjaardsgat

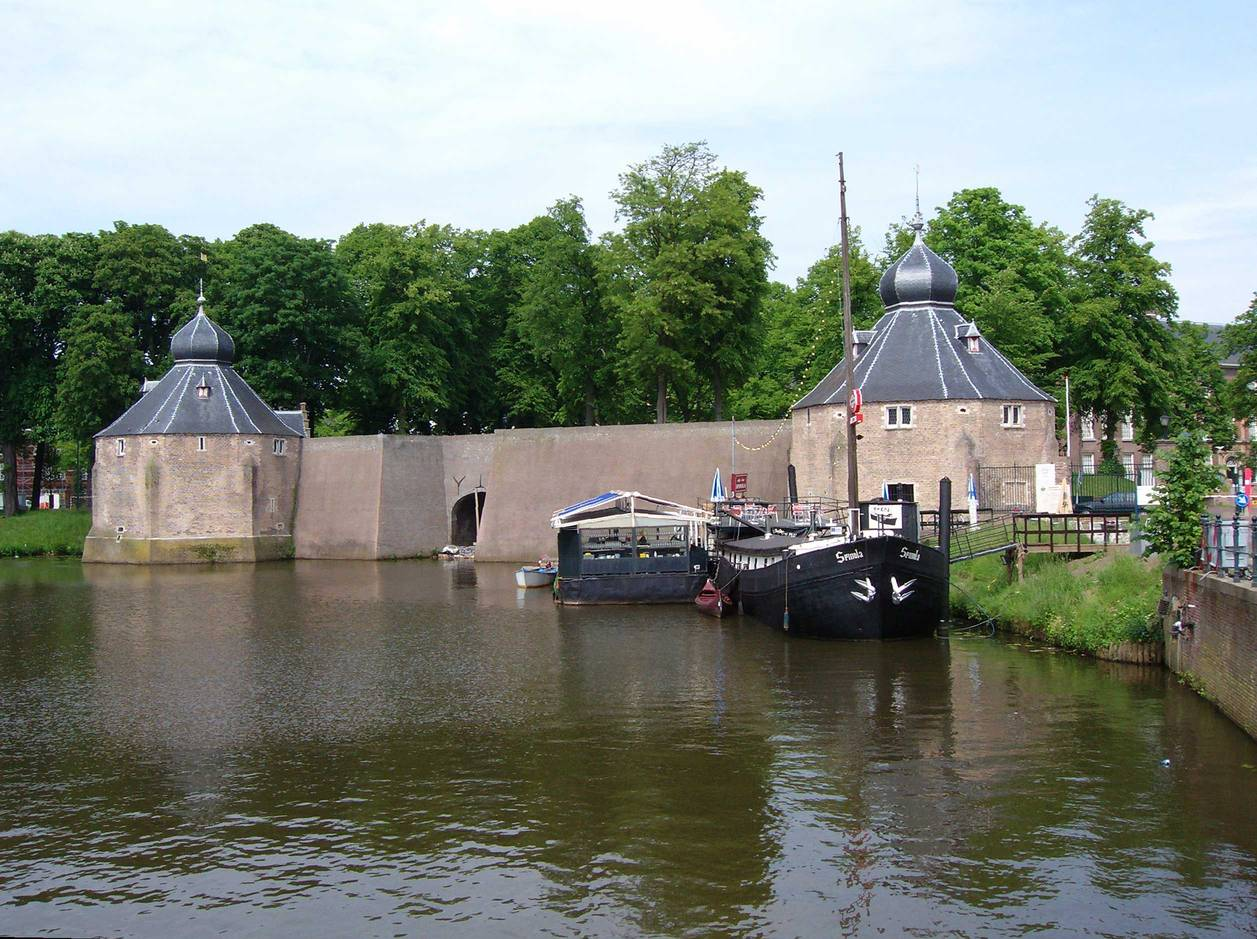
Breda, het Spanjaardsgat (2005)

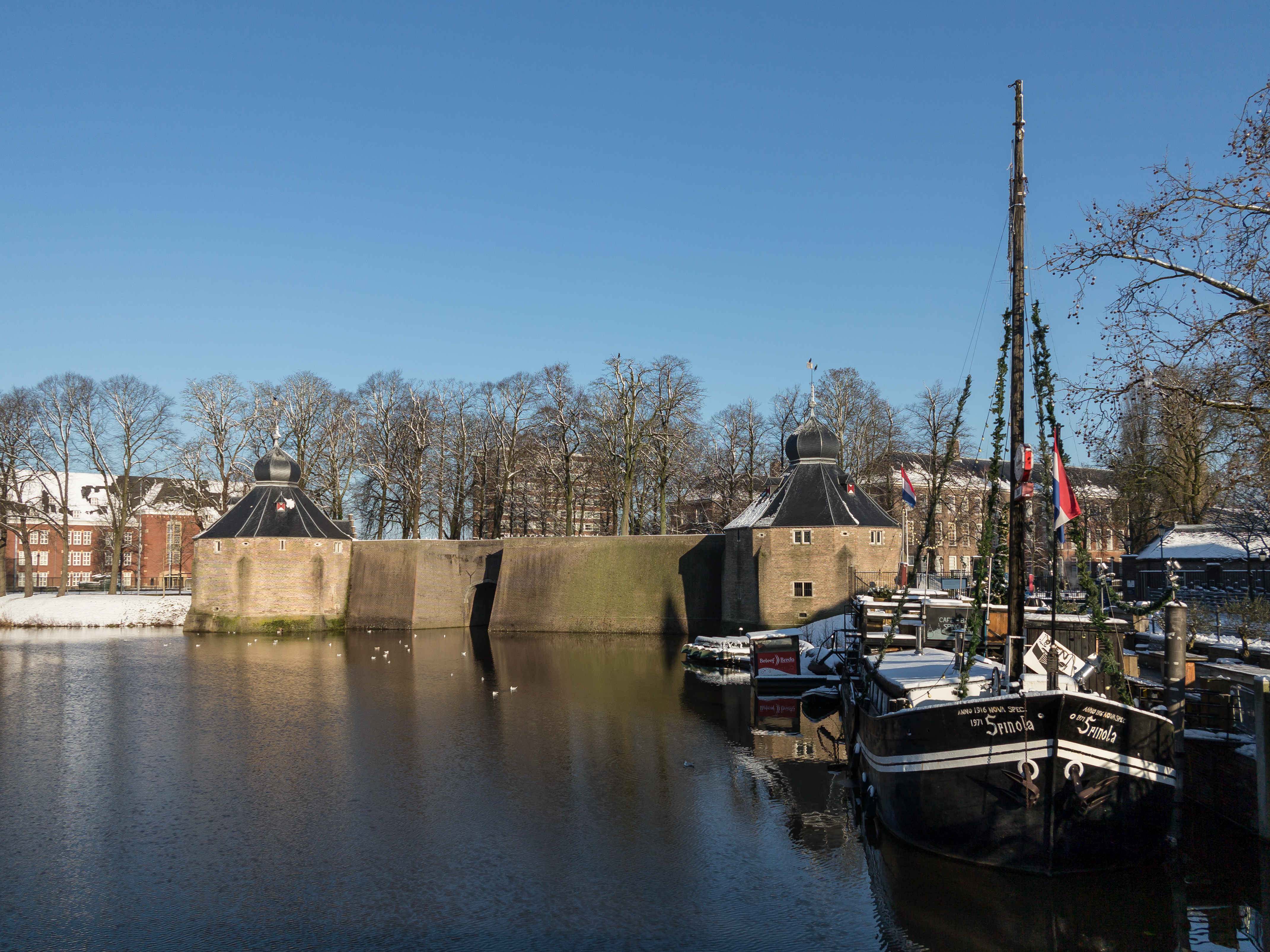
Het Spanjaardsgat gezien vanaf de Hoge Brug

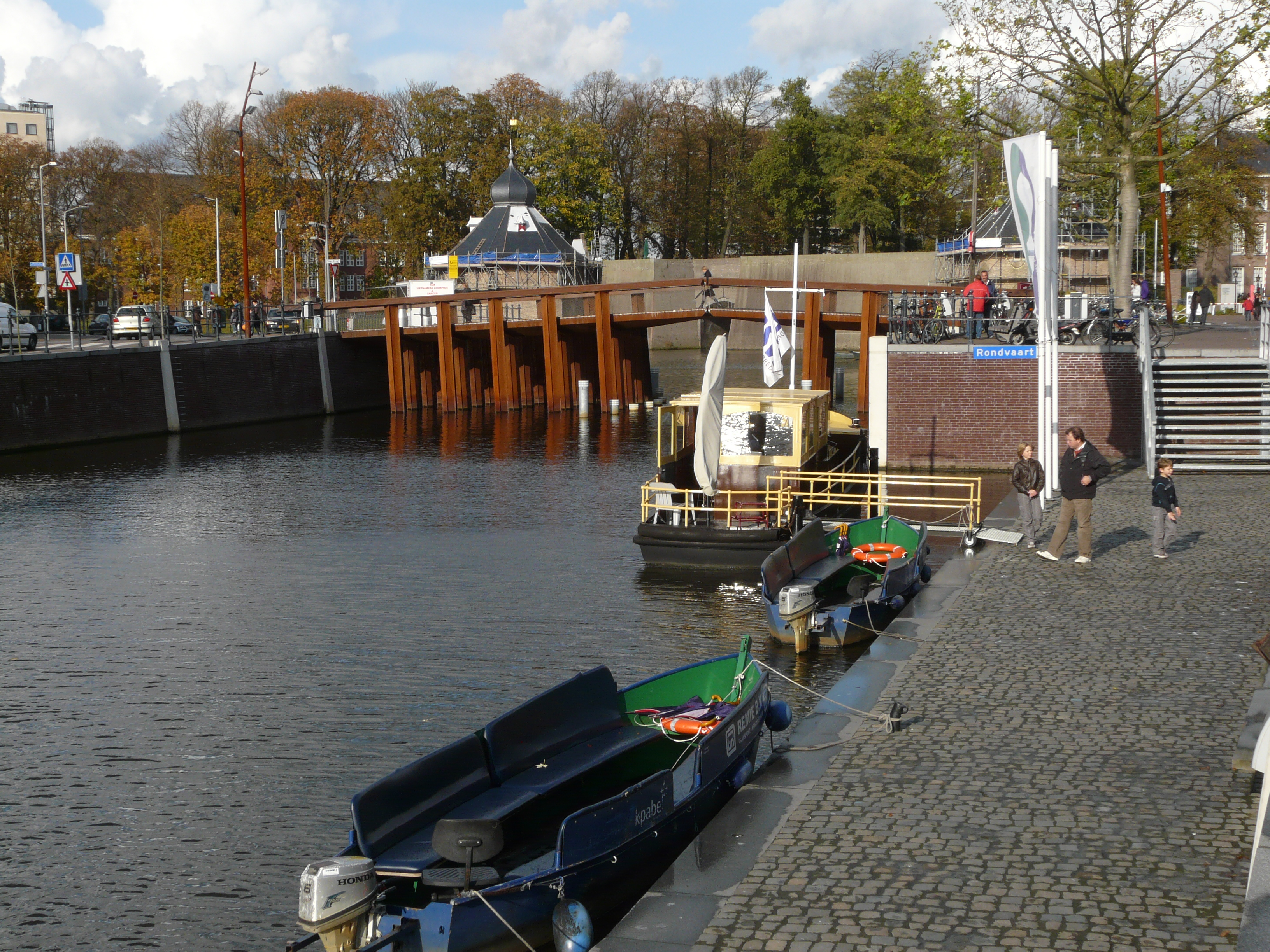
Haven, Hoge Brug en Spanjaardsgat

Het Spanjaardsgat is een waterpoort die ligt tussen de Granaattoren en de Duiventoren van het Kasteel van Breda in het centrum van Breda. De waterpoort is normaliter alleen vanaf de buitenkant te zien, maar bij rondleidingen over het kasteelterrein ook vanaf de binnenkant. Het Spanjaardsgat ligt bij de Haven van Breda.

## Achtergrond
De westelijke vestinggracht van het kasteel van Breda, de Molenley, werd in 1598 nog onder auspiciën van Maurits van Nassau afgesloten voor het scheepvaartverkeer en gedempt. Deze gracht was de route die voor het beroemde Turfschip van Breda in 1590 gebruikt werd om dicht bij het kasteel te komen. Het was een zwakke plek in de verdediging. Eigenlijk moest de gehele watervoorziening rond het kasteel daardoor op de schop. Hoewel Filips Willem van Oranje de Baronie en het kasteel al in 1584 erfde van zijn vermoorde vader Willem van Oranje werd hij pas in 1609 ingehuldigd na het ingaan van het Twaalfjarig Bestand ten tijde van de Tachtigjarige Oorlog. Al snel na de aanvang van het bewind van Filips Willem werden relevante wijzigingen bedacht en aangebracht in de waterwerken rondom het havengebied en op het kasteelterrein. Zo werd in opdracht van Filips Willem de gedempte toegang tot het kasteelterrein vervangen door een nieuwe waterpoort. Deze waterpoort kennen we tegenwoordig als het Spanjaardsgat. Het huidige Spanjaardsgat heeft dus in historische zin niets van doen met het verhaal over de list met het Turfschip. Met de aanleg van de nieuwe waterpoort kwam de getijdewerking terug in de slotgracht ten behoeve van de watermolen en de bevoorrading van het Prinsenhof via het water. In 1610 kwamen het bestek en de tekeningen gereed om het werk aan te besteden. Na de goedkeuring van 'sijne Prinselijke Excellentie' Filips Willem en ingenieur Abraham van Nievelt, die de leiding over de bouw kreeg, werd de aanbesteding voorgelegd aan de Staten-Generaal ter goedkeuring. Die goedkeuring kwam, op voorwaarde dat ook 'Sijne Excellentie' Graaf Maurits van Nassau (halfbroer van de Prins) de aanbesteding zou goedkeuren. 'Na rijpe deliberatie' tekende hij ook, waarmee de bouw kon beginnen. Maurits, legeraanvoerder van de Republiek, zal het ontwerp en het bestek wellicht nog hebben bekeken met zijn ervaren oog voor de verdediging. Grensstad Breda hoorde in die tijd niet bij de Republiek der Verenigde Nederlanden. De naam Spanjaardsgat kan in de volksmond zijn afgeleid van Filips Willem. Na zijn 27-jarige gedwongen verblijf in Spanje werd hij 'de Spaanse Prins' of 'de Spanjaard' genoemd. Er zijn wel meer namen die zo ontstaan zijn. Het dorpje Ruygenhil aan het Hollands Diep werd in de volksmond Willem's stad genoemd toen Willem van Oranje het dorpje in een vesting veranderde en zo is het uiteindelijk gaan heten. Het huidige Spanjaardsgat met de twee geschutstorens (Duiventoren en Granaattoren) ziet er wel anders uit dan de situatie aan het begin van de zeventiende eeuw.
Het Spanjaardsgat symboliseert voor velen de toegang tot het kasteelterrein waar de gebeurtenis met het Turfschip van Breda plaatsvond in 1590. Het Spanjaardsgat werd echter pas 20 jaar na voornoemde gebeurtenis gebouwd. Tegenwoordig zijn het Spanjaardsgat en de torens in gebruik door de Koninklijke Militaire Academie (onderdeel van de Nederlandse Defensie Academie). Het Spanjaardsgat en de nabijgelegen Hoge Brug zijn iconisch voor de stad Breda. De Hoge Brug naast het Spanjaardsgat is in 2007 vervangen door een nieuwe in verband met de terugkeer van de haven. De vele slotjes aan de relingen laten zien dat deze plek ook voor geliefden bijzonder is. Het Spanjaardsgat wordt regelmatig gebruikt als achtergrond voor geprojecteerde kunst en concerten op pontons ervoor. Alleen op de jaarlijkse Nassaudag (tweede Pinksterdag) kan met speciale boottochtjes door het Spanjaardsgat worden gevaren waarbij het verhaal van de List met het Turfschip kleurrijk en spannend wordt verteld.

## Spanjaardsgatconcerten
De Spanjaardsgatconcerten worden jaarlijks gehouden op pontons in het Spanjaardsgat. Het is een gratis muziekevenement in Breda.

## Sinterklaas in Breda
Jaarlijks, op de zaterdag drie weken voor 5 december komt Sinterklaas aan met de boot, meert dan even voorbij het Spanjaardsgat aan en wordt daar door de burgemeester van Breda verwelkomd. Door de werkzaamheden aan de Haven kwam hij tijdelijk sinds 2005 niet meer per boot maar begon zijn ronde op het plein voor het Kasteel van Breda. In december 2007 kwam Sinterklaas weer als vanouds met de boot.

## Heden
Werkzaamheden om dit stadgedeelte in zijn oude staat terug te brengen zijn in 2004 begonnen en in december 2008 afgerond; zowel de rivier de Mark als de oude haven vormen weer een wezenlijk onderdeel van het centrum van de stad. Tegenwoordig varen er rondvaartboten vanuit de haven langs het Spanjaardsgat over de singels.